# Giuseppe Giuliano
Giuseppe Giuliano (ur. 28 czerwca 1951 w Neapolu) – włoski duchowny katolicki, biskup Lucera-Troia od 2017.

## Życiorys
Święcenia kapłańskie otrzymał 16 maja 1982 i został inkardynowany do diecezji Nola. Był m.in. sekretarzem biskupim, dyrektorem i wykładowcą instytutu w Noli, rektorem seminarium, krajowym asystentem młodzieżowej sekcji Akcji Katolickiej oraz dyrektorem kurialnego wydziału katechetycznego.
20 października 2016 papież Franciszek mianował go ordynariuszem diecezji Lucera-Troia. 27 grudnia tegoż roku przyjął sakrę biskupią. Kanoniczne objęcie diecezji odbyło się 4 lutego 2017.